# Anna Kaniuk
Anna Kaniuk (16 de agosto de 1984) es una deportista bielorrusa que compitió en atletismo adaptado. Ganó dos medallas en los Juegos Paralímpicos de Verano, bronce en Atenas 2004 y bronce en Londres 2012.

## Palmarés internacional
| Juegos Paralímpicos | Juegos Paralímpicos   | Juegos Paralímpicos | Juegos Paralímpicos      |
| Año                 | Lugar                 | Medalla             | Prueba                   |
| ------------------- | --------------------- | ------------------- | ------------------------ |
| 2004                | Atenas (Grecia)       | Medalla de bronce   | Salto de longitud F12    |
| 2012                | Londres (Reino Unido) | Medalla de bronce   | Salto de longitud F11/12 |